# 儒斯坦·阿奧馬德貝-托莫坦
儒斯坦·阿奧馬德貝-托莫坦（法語：Justin Ahomadégbé-Tomêtin；1917年1月16日—2002年3月8日）是贝宁在達荷美時期活躍的政治人物，他出生在阿波美地區。1959年4月至1960年11月期間，他經由國民議會選舉當選成為達荷美總統。1964年至1965年期間他又擔任了贝宁總理，最後他於科托努逝世。